# Ron Rifkin
Ron Rifkin, född Saul M. Rifkin den 31 oktober 1939 i New York i New York, är en amerikansk skådespelare.
Ron Rifkin har medverkat i ett flertal film- och TV-projekt i USA genom åren, men är framförallt en stor och hyllad Broadwayskådespelare som huvudsakligen ägnat sig åt teater under sin karriär. Han har varit nominerad till flera Tony-awards (USA:s främsta teaterpris) genom åren och vann en år 1998 för Bästa Manliga Biroll för sin roll i musikalen Cabaret.
I Sverige är han mest känd för sin roll i TV-serien Alias där han spelar Arvin Sloane, chef för den hemliga spionorganisationen SD-6 och uppdragsgivare till seriens huvudperson Sydney Bristow (Jennifer Garner).

## Filmografi, i urval
- 1972 – Den tysta flykten
- 1974 – The Mary Tyler Moore Show (TV-serie) (1 avsnitt)
- 1975 – Cannon (TV-serie) (1 avsnitt)
- 1975 – Kojak (TV-serie) (1 avsnitt)
- 1975–1976 – Rockford tar över (TV-serie) (2 avsnitt)
- 1975 – The Sunshine Boys
- 1978 – Columbo (TV-serie) (1 avsnitt)
- 1978 – Klippet
- 1980 – Knots Landing (TV-serie) (2 avsnitt)
- 1983 – Blåst igen
- 1983 – Krigets vindar (TV-serie) (1 avsnitt)
- 1983 – Maktkamp på Falcon Crest (TV-serie) (9 avsnitt)
- 1984 – Spanarna på Hill Street (TV-serie) (1 avsnitt)
- 1986 – Bibelns äventyr (TV-serie) (röstroll, 1 avsnitt)
- 1990–1992 – I lagens namn (TV-serie) (2 avsnitt)
- 1991 – JFK
- 1992 – Fruar och äkta män
- 1993 – Manhattan Murder Mystery
- 1994 – Wolf
- 1995–1996 – Cityakuten (TV-serie) (9 avsnitt)
- 1995 – Last Summer in the Hamptons
- 1996 – Norma Jean & Marilyn (TV-film)
- 1996 – Plågad av skuld
- 1997 – L.A. konfidentiellt
- 1998 – Förhandlaren
- 2000 – Boiler Room
- 2000 – Tro, hopp, kärlek
- 2001–2006 – Alias (TV-serie) (103 avsnitt)
- 2001 – The Majestic
- 2002 – Dragonfly
- 2002 – Sex and the City (TV-serie) (1 avsnitt)
- 2002 – The Sum of All Fears
- 2006–2011 – Brothers & Sisters (TV-serie) (95 avsnitt)
- 2010 – Peep World
- 2011–2014 – Law & Order: Special Victims Unit (TV-serie) (6 avsnitt)
- 2013 – Touch (TV-serie) (1 avsnitt)
- 2015–2016 – Gotham (TV-serie) (5 avsnitt)
- 2015–2016 – Limitless (TV-serie) (12 avsnitt)
- 2015 – The Good Wife (TV-serie) (1 avsnitt)
- 2018 – A Star Is Born
- 2018–2019 – New Amsterdam (TV-serie) (7 avsnitt)